# Акаси, Ясуси
Ясуси Ака́си (яп. 明石 康 Акаси Ясуси, род. 19 января 1931 в префектуре Акита, Япония) — японский дипломат, администратор ООН, заместитель Генерального секретаря ООН в 1990-х гг., Почетный гражданин города Сочи (1989), активный борец за укрепление мира, безопасность и развитие сотрудничества между государствами.
Акаси получил степень бакалавра искусств в Токийском университете (1954), обучался по программе Фулбрайт сначала в Виргинском Университете, а затем во Флетчерской школе Права и Дипломатии при Тафтском университете.
На встрече экспертов ООН по разоружению (апрель 1988 в Дагомысе) вручил городу Сочи диплом ООН «Посланец мира», присужденный в сентябре 1987 за большой вклад в дело мира.
Ясуси Акаси — инициатор проведения в Сочи 38-й Пагуошской конференции ученых (август-сентябрь 1988), проходившей под девизом «Глобальные проблемы и всеобщая безопасность».

## Награды
- Орден Сербского флага II степени (2022, Сербия)[3]
- Титул «Sri Lanka Rathna[англ.]» (2019, Шри-Ланка)[4]